# Трахома
Трахома, наричана също гранулозен конюнктивит, египетска офталмия и ослепяваща трахома, е инфекциозно заболяване, причинявано от бактерията Хламидия трахоматис. Инфекцията причинява формиране на загрубяване във вътрешната повърхност на клепачите. Това загрубяване може да доведе до болка в очите, нарушаване на външната им повърхност или на роговицата на очите и възможно ослепяване.

## Причина
Бактерията, която причинява заболяването, може да се разпространи чрез пряк или непряк контакт с очите или носа на засегнат човек. Непрекият контакт включва предаване чрез дрехи или мухи, които са били в контакт с очите или носа на засегнат човек. Обикновено са необходими много инфекции през даден период от години, преди белезите на клепача да станат толкова големи, че миглите да започнат да се трият в окото. Децата разпространяват болестта по-често от възрастните. Лошата хигиена, условията на пренаселеност и недостигът на чиста вода и тоалетни също повишават разпространението.

## Превенция и лечение
Усилията за предотвратяване на болестта включват подобряването на достъпа до чиста вода и намаляване броя на заразените хора чрез лечение с антибиотици. Това може да включи лечението едновременно на цели групи от хора, за които се знае, че сред тях е разпространено заболяването. Миенето само по себе си не е достатъчно за предотвратяване на болестта, но може да бъде полезно заедно с други мерки. Възможностите за лечение включват перорален прием на азитромицин или локално лечение с тетрациклин. Предпочита се азитромицин, защото той може да се използва като единична перорална доза. След като се появят белезите по клепача, може да се наложи операция за коригиране на позицията на миглите и да се предотврати ослепяване.

## Епидемиология
Глобално около 80 милиона души имат активна инфекция. В някои области инфекциите може да присъстват дори при 60–90% от децата и по-често са засегнати жените от мъжете, може би поради по-близкия им контакт с децата. Заболяването е причината за слабото зрение при 2.2 милиона души, от които 1.2 милиона са напълно слепи. Обикновено то се появява в 53 страни от Африка, Азия, Централна и Южна Америка при около 230 милиона души, които са в риск. То води до икономически загуби от 8 милиарда американски долара годишно. Принадлежи към група заболявания, познати като неглижирани тропически болести.